# Lacs Varicles
Les lacs Varicles sont situés dans le massif du Mercantour, à 2 435 m d'altitude, sur la commune de Saint-Étienne-de-Tinée, dans le département des Alpes-Maritimes.

## Accès
Les deux lacs sont accessibles hors sentier au-dessus du plan de Ténibre (2 335 m), sur le Chemin de l'Énergie.